# Phalaenopsis mariae
Phalaenopsis mariae là một loài lan được tìm thấy ở Sabah, Borneo to the Mindanao island, Philippines.

## Hình ảnh

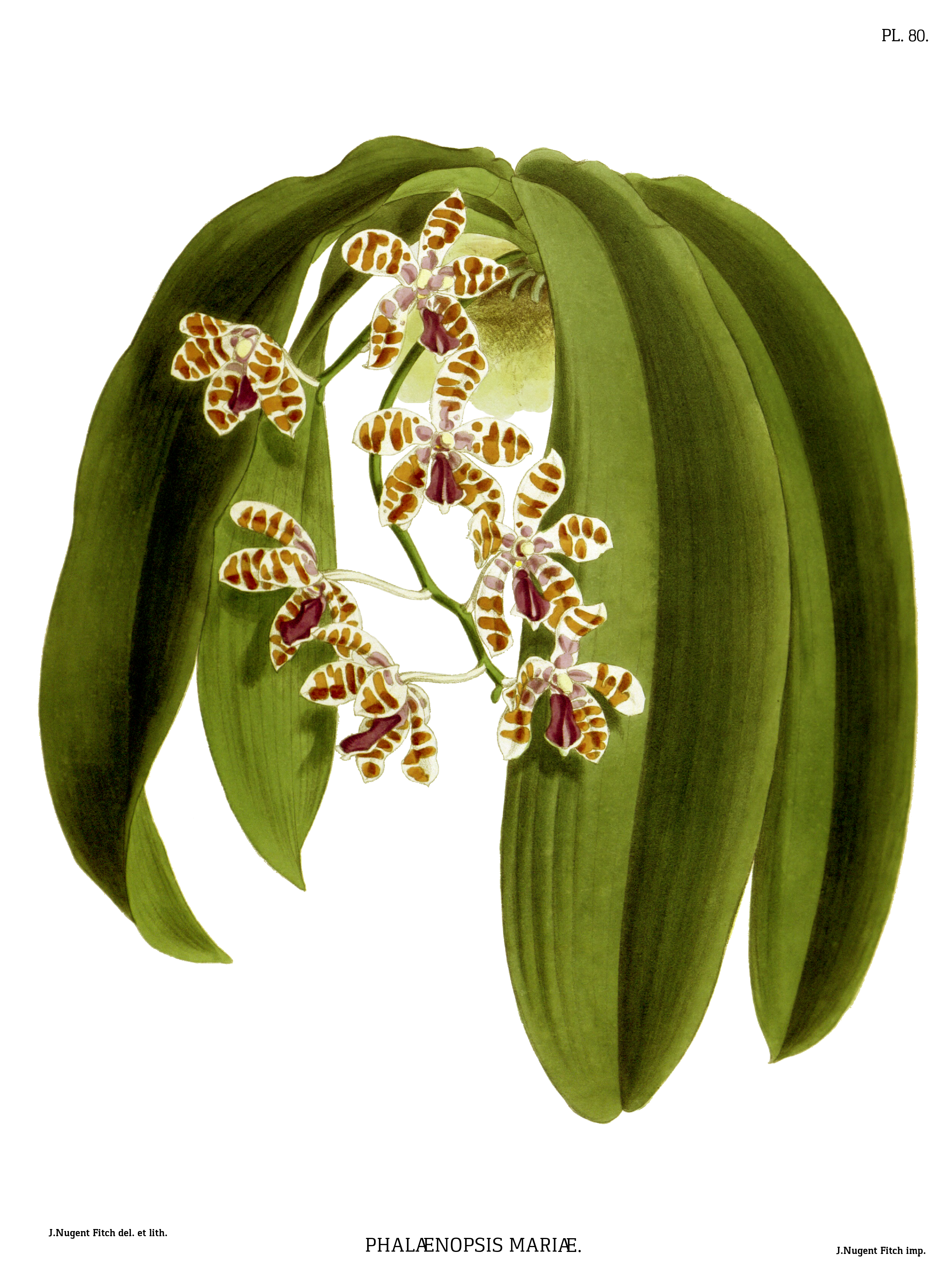
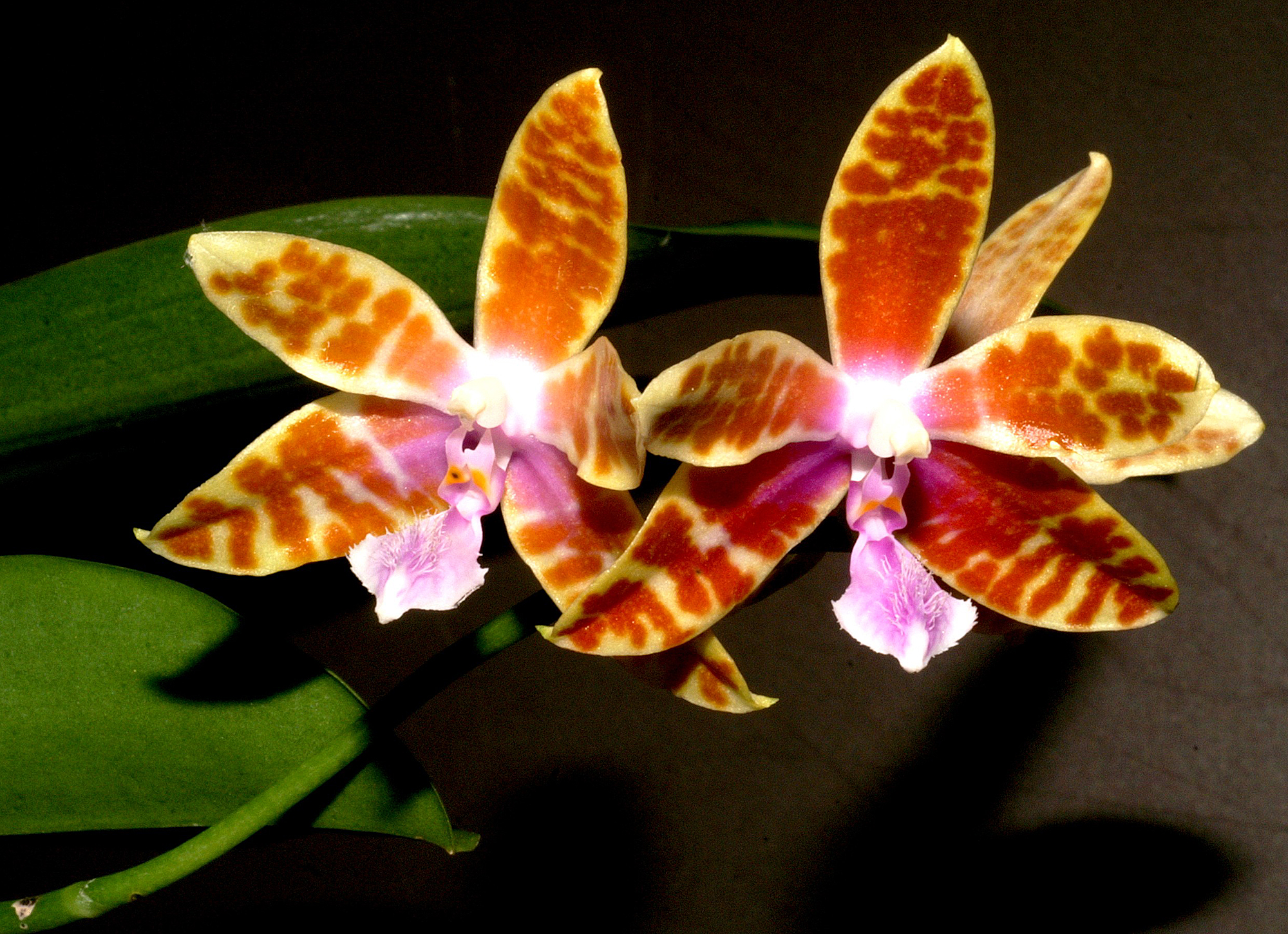
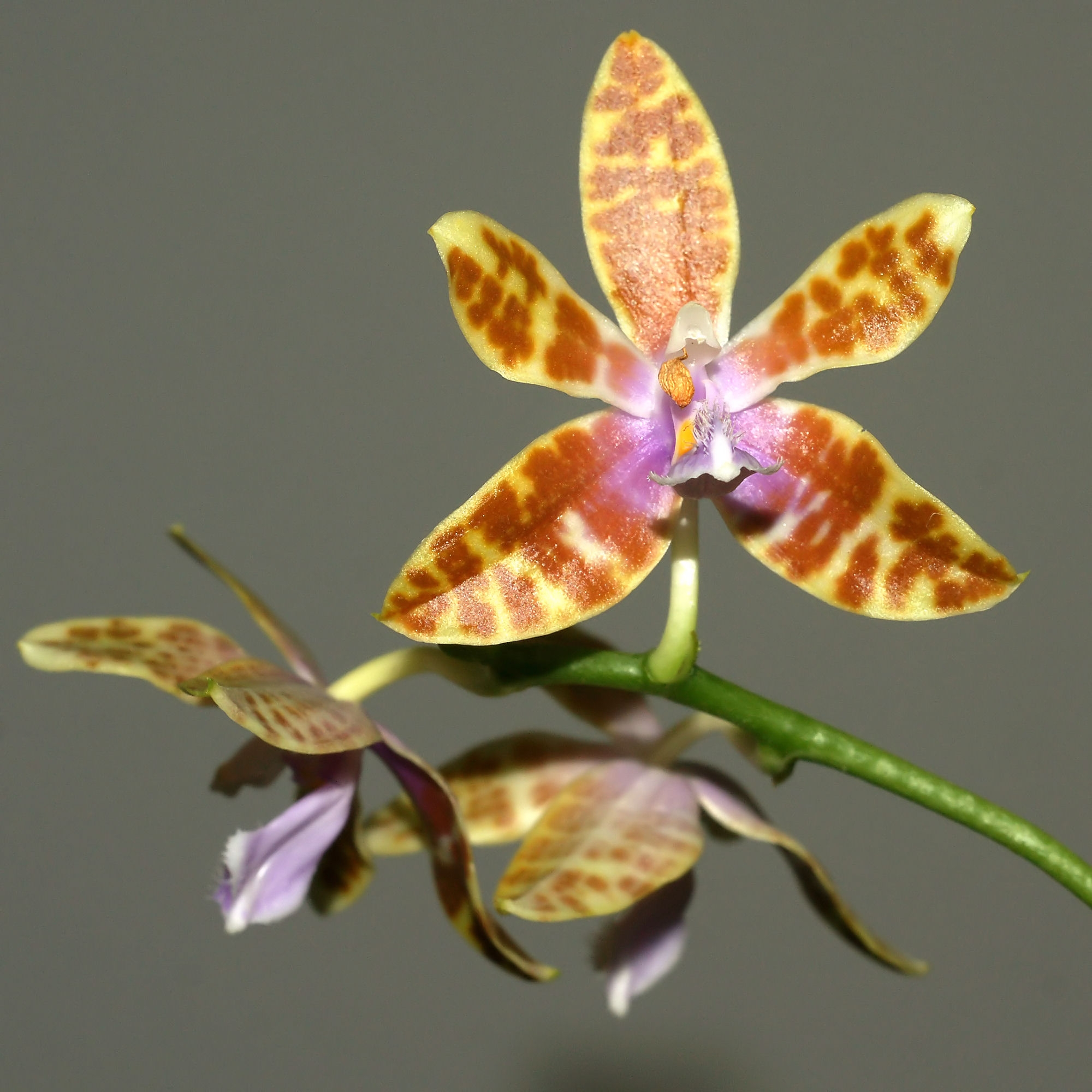
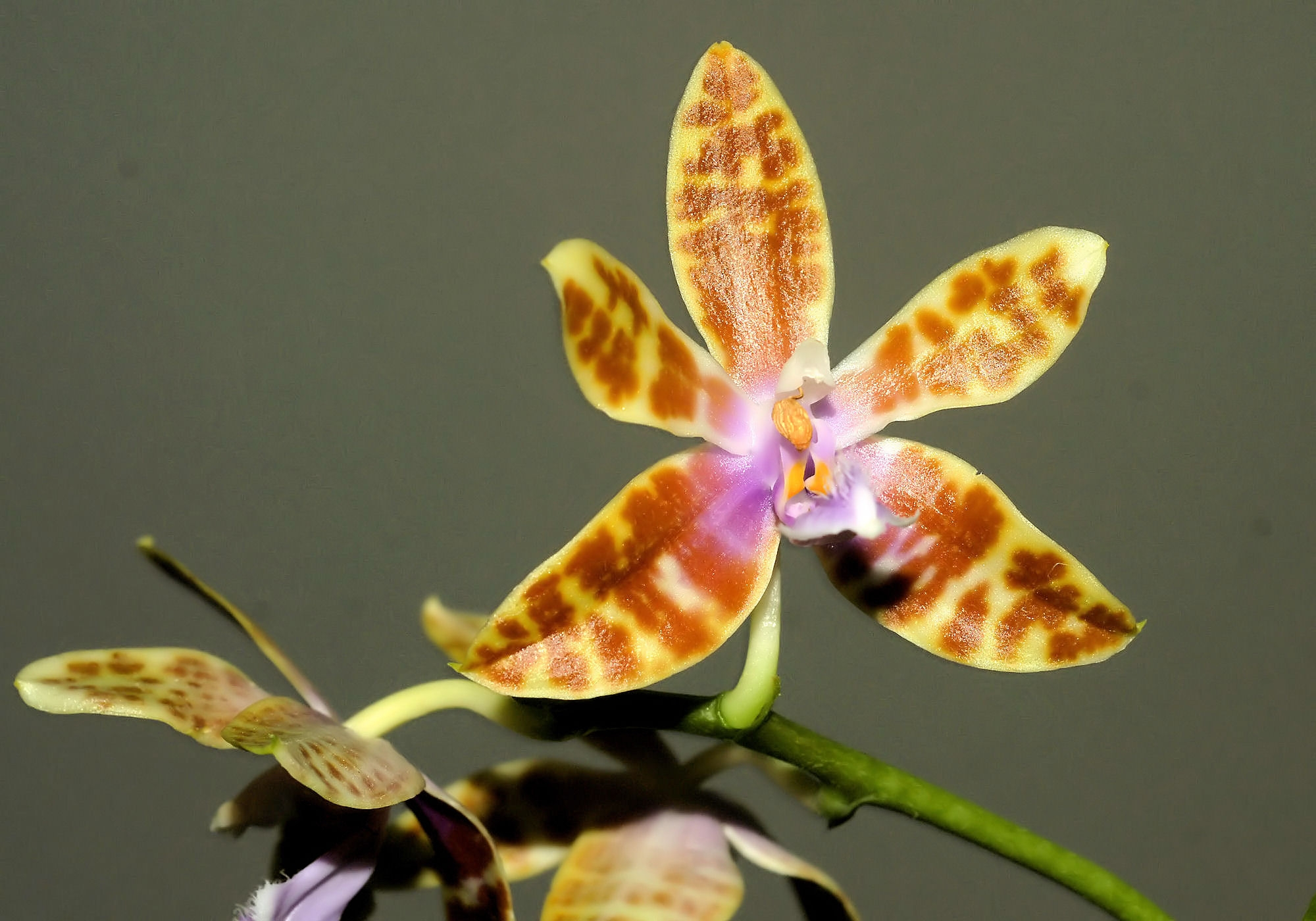